# Димитър Стойчев
Димитър Стойчев Стефанов е български геодезист, професор в Държавната политехника.

## Биография
Роден е на 24 март 1903 г. в Мадара. През 1939 г. завършва земемерно инженерство в Бърно, Чехия. След завръщането си в България работи в кадастралните отделения на Софийската и Русенската община. През 1941 – 1943 г. е учител в Средното техническо училище в София. От 1943 г. е асистент, от 1946 г. е доцент, а през 1952 г. е избран за професор по геодезия в Държавната политехника. През 1952 – 1953 г. е декан на Геодезическия факултет. От 1960 г. работи като заместник-началник на Главно управление по геодезия и картография при Министерски съвет. От 1952 до 1968 г. е ръководител на научноизследователски групи и директор на Националния институт по геодезия и картография. Умира на 28 юли 1977 г.

## Научни трудове
- „Геодезия“ (2 части, 1951 – 1953)
- „Двучленни таблици за координатни изчисления“ (1961, в съавторство с П. Монев)
- „Таблици за тригонометрично нивелиране“ (1962)